# Солидаридад Оврадера
„Солидаридад Оврадера“ (на ладино: La Solidaridad Ovradera, в превод Работническа солидарност) е социалистически ладински вестник, излизал в Солун, Османската империя от 1911 година.
Излиза със съдействието на Димитър Влахов. Вестникът е издаван от еврейската Социалистическа работническа федерация. Наследник е на четириезичния „Работнически вестник“. Смяната на името е заради проблеми с цензурата. Наследен е от вестник „Аванти“ (1912).